# Club Baloncesto Huelva la Luz

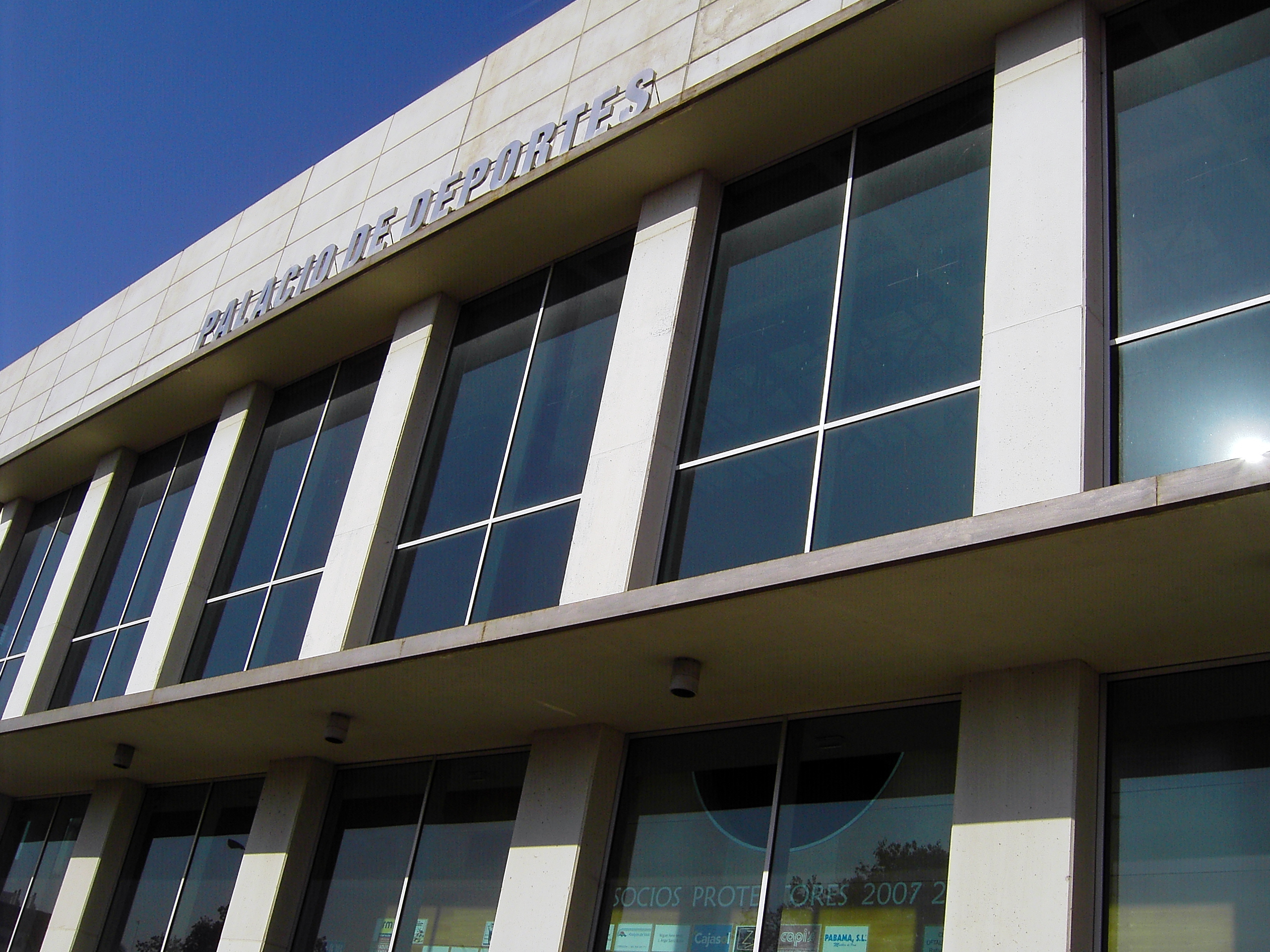
Palacio municipal de los deportes, sede del club.

El Club Deportivo Baloncesto Huelva la Luz es un club de baloncesto más conocido como Ciudad de Huelva o también CDH,  desligado completamente al antiguo Club Baloncesto Ciudad de Huelva. 
Nació en el año 2008 con motivo de la desaparición del CB Ciudad de Huelva. Ante esta situación un grupo de padres de jugadores fundan el club al objeto de dar continuidad al deporte que venían practicando sus hijos. Los dos primeros años participó en LEB Bronce primero y luego en LEB Plata para posteriormente bajar a 1.ª Nacional, actual Nacional N1, por cuestiones económicas. Desde el verano de 2023 juega de nuevo en la liga LEB Plata, denominada actualmente Segunda FEB.
Desde la temporada 2018/19 cuenta también con equipos femeninos y desde las temporada 19/20 con un conjunto en la Nacional N1 femenina.
Su equipación consta de: camiseta y calzonas azules como locales y camiseta y calzonas blancas como visitante.

## Historia

### Equipo masculino
Comenzó militando en la liga LEB Bronce en la temporada 2008-09, consiguiendo el ascenso a LEB Plata en su primer año de vida.
En el año 2009 su denominación pasa a ser "Huelva La Luz" (nombre del primer equipo) gracias a un acuerdo con el Patronato de Turismo de Huelva. 
En la temporada 2009-10, al término de la primera vuelta de LEB Plata acabó primer clasificado, lo que le otorgó jugar la Copa Princesa ante el Lobe Huesca, perdiendo por 89-67. En los playoffs de ascenso se perdió en cuartos de final (3-2) ante el Promobys Tíjola.
En 2010, se produce el descenso por motivos económicos y durante cuatro temporadas competiría en categoría Primera Nacional.
Desde 2015 a 2017, competiría en Liga Provincial donde trabajaría con la cantera.
En la temporada 2015-2016, la Junta Directiva del club decidió que todos sus equipos se denominaran CB Ciudad de Huelva en reconocimiento a nuestra ciudad y recordando al club que tanto hizo disfrutar a los aficionados y aficionadas al baloncesto de Huelva.
Desde 2017 a 2020, regresa a Primera Nacional. En la temporada 17-18 se consigue la medalla de bronce junior de Andalucía y el pase al Campeonato de España de la categoría.
En la temporada 2020-21, regresa a Liga EBA donde la crisis sanitaria generada por la Covid-19 en marzo de 2020, hace que la temporada 19-20 concluya antes de tiempo y sin disputarse la liga al completo. El Ciudad de Huelva consiguió ser el equipo campeón de la zona de Andalucía, Extremadura y Melilla clasificándose para disputar la Fase Final de Ascenso a LEB Plata disputada en Valencia. Allí perdió los tres partidos disputados contra FC Cartagena CB, Movistar Estudiantes y AEA Solidaria Lluchmayor.
En la temporada 2021-22, vuelve a realizar una gran Liga Regular clasificándose como segundo de su grupo a la Fase Final en la que se proclamó campeón de Andalucía, Extremadura y Melilla clasificándose para disputar la Fase Final de Ascenso a LEB Plata disputada en Huelva. Allí perdió los tres partidos disputados contra CB L'Hospitalet, CB Alcobendas y CB Santurtzi.
En la 2022-23, el Ciudad de Huelva ganó 21 de las 22 jornadas de la Liga Regular, disputando como primer clasificado de la conferencia DB la Fase Final de Andalucía, Extremadura y Melilla, ganando los dos partidos disputados y clasificándose un año más para la Fase Final de Ascenso a LEB Plata disputada de nuevo en Huelva. En la 1ª jornada ganó al CB Puerto de Sagunto (50-64), en la 2ª perdió ante Pajarraco CB Sant Feliuenc (70-63), en la 3ª jornada ganó contra el Uros de Rivas (74-66), lo que obligaba a jugar un cuarto partido ante Huelva Comercio Viridis para la última plaza libre para LEB Plata y que acabó perdiendo por 53-70.
Posteriormente accedió a una plaza en LEB Plata por la vía administrativa mediante la cesión de derechos del Basket Navarra Club.

### Equipo femenino
En la temporada 2018-2019 el club deja de ser eminentemente un club de baloncesto masculino al incorporar sus primeros equipos femeninos provenientes del extinto CB Conquero.  En esa primera temporada, únicamente había conjuntos de cantera. En ella se logró ser subcampeonas junior y cadetes, terceras clasificadas en categoría infantil y brillantes campeonas en la categoría mini. Juniors, cadetes y minis acudieron posteriormente al Campeonato de Andalucía, siendo muy destacable el octavo puesto conseguido por las minis.
En la temporada 2019-2020 el club inscribe por primera vez en su historia un equipo de Liga Nacional N1 femenino con la denominación Brutalzapas Ciudad de Huelva.La llegada de la crisis sanitaria generada por la Covid-19 acabó con la competición terminando con un balance de doce victorias y siete derrotas.
En la temporada 2020-21, con Celes Vizcaíno al mando del equipo, vuelve a inscribirse y competir en la Nacional N1 Femenina, donde terminarían líderes del Grupo A. En el primer cruce de cuartos de final por el ascenso a Liga Femenina 2, cayeron derrotadas por el Club Náutico Sevilla. 
En la 2021-22, quedó en 5º lugar de la Liga Regular. 
En la temporada 2022-23 el equipo pasa a denominarse Universidad de Huelva y consigue clasificarse en primer lugar de la Liga Regular del grupo C, pasando a 1/4 de final por el título, en el que pierde el partido de ida ante el CB Salliver (47-62) y ganando la vuelta (50-49). Insuficiente para pasar a semifinales. 

## Denominaciones
| Equipo Masculino - CD Huelva Baloncesto: 2008-2009 - Huelva La Luz: 2009-2012 - CD Huelva Baloncesto: 2012-2014 - Ciudad de Huelva: 2014-2023 - Ciudad de Huelva Gestia: 2023-2024 - Ciudad de Huelva Emerita Resources: 2024- |  | Equipo Femenino - BrutalZapas Ciudad de Huelva: 2019-2020 - Ciudad de Huelva: 2020-2022 - Universidad de Huelva CDH: 2022-2023 - Instituto Clínica Oftalmológica Gil Piña Ciudad de Huelva: 2023-2024 - Instituto Español Ciudad de Huelva: 2024- |

## Temporadas
| Tempor. | Nivel | División    | Pos. | Postemporada                    | TR    | PO       | Copa           | Copa |
| ------- | ----- | ----------- | ---- | ------------------------------- | ----- | -------- | -------------- | ---- |
| 2008-09 | 4     | LEB Bronce  | 4.º  | Semifinales (3.º)/ Ascenso      | 18-12 | 4-0      | –              | –    |
| 2009-10 | 3     | LEB Plata   | 8.º  | Cuartos final (8.º)/ Descenso   | 16-14 | 2-3      | Copa LEB Plata | SC   |
| 2010–11 | 5     | 1ª División | 2.º  | Final (1.º)                     | 13-5  | 4-1      | –              | –    |
| 2011–12 | 5     | 1ª División | 11.º | –                               | 3-19  | –        | –              | –    |
| 2012–13 | 5     | 1ª División | 9.º  | –                               | 1-15  | –        | –              | –    |
| 2013–14 | 5     | 1ª División | 11.º | –                               | 0-20  | –        | –              | –    |
| 2014–15 | 5     | 1ª División | 7.º  | Descenso                        | 10-12 | –        | –              | –    |
| 2015–16 | 6     | Provincial  | 9.º  | –                               | 3-15  | –        | –              | –    |
| 2016–17 | 6     | Provincial  | 5.º  | Ascenso                         | 14-10 | –        | –              | –    |
| 2017–18 | 5     | 1ª División | 5.º  | Octavos final                   | 10-18 | 1-1      | –              | –    |
| 2018–19 | 5     | 1ª División | 5.º  | Octavos final                   | 15-11 | 1-1      | –              | –    |
| 2019–20 | 5     | 1ª División | 4.º  | Ascenso                         | 12-15 | –        | –              | –    |
| 2020-21 | 4     | Liga EBA    | 2.º  | Fase final (16.º)               | 17-3  | (1-0)0-3 | –              | –    |
| 2021-22 | 4     | Liga EBA    | 2.º  | Fase final (15.º)               | 19-3  | (1-0)0-3 | –              | –    |
| 2022-23 | 4     | Liga EBA    | 1.º  | Fase final (8.º)/ Ascenso       | 21-1  | (2-0)2-2 | –              | –    |
| 2023-24 | 3     | LEB Plata   | 6.º  | Cuartos final (9.º)             | 14-12 | 1-3      | –              | –    |
| 2024-25 | 3     | Segunda FEB | 11.º | PO permanencia (23.º)/ Descenso | 11-15 | 0-2      | Copa España    | FG   |

| Tempor. | Nivel | División        | Pos. | Postemporada                         | TR   | PO          |
| ------- | ----- | --------------- | ---- | ------------------------------------ | ---- | ----------- |
| 2019–20 | 4     | 1ª División Fem | 5.º  | –                                    | 12-7 | –           |
| 2020-21 | 4     | 1ª División Fem | 1.º  | Cuartos final (5.º)                  | 11-3 | 1-1         |
| 2021-22 | 4     | 1ª División Fem | 5.º  | –                                    | 11-7 | –           |
| 2022-23 | 4     | 1ª División Fem | 1.º  | Cuartos final (5.º)                  | 18-2 | 0-2         |
| 2023-24 | 4     | 1ª División Fem | 1.º  | Final four (2.º) Fase ascenso (11.º) | 16-2 | (4-1) (1-2) |
| 2024-25 | 4     | 1ª División Fem | 8.º  | –                                    | 9-15 | –           |